# Meseret Defar
Meseret Defar (ur. 19 listopada 1983 w Addis Abebie) – etiopska lekkoatletka, mistrzyni i brązowa medalistka olimpijska, mistrzyni, wicemistrzyni i brązowa medalistka mistrzostw świata w biegu na 5000 metrów.
Halowa mistrzyni świata z Walencji w biegu na 3000 metrów. Lekkoatletka roku 2007. Pierwsza i jak na razie, jedyna Afrykanka, która otrzymała ten tytuł.
Zwyciężczyni łącznej punktacji Diamentowej Ligi 2013 w biegu na 5000 metrów.

## Sukcesy

### Igrzyska Olimpijskie
| Igrzyska Olimpijskie | Miejsce | Data             | Konkurencja    | Wynik        | Miejsce |
| -------------------- | ------- | ---------------- | -------------- | ------------ | ------- |
| Ateny 2004           | Ateny   | 23 sierpnia 2004 | bieg na 5000 m | 14.45,65 min |         |
| Londyn 2012          | Londyn  | 10 sierpnia 2012 | bieg na 5000 m | 15.04,25 min |         |
| Pekin 2008           | Pekin   | 22 sierpnia 2008 | bieg na 5000 m | 15.44,12 min |         |

### Mistrzostwa Świata
| Mistrzostwa Świata | Miejsce  | Data             | Konkurencja    | Wynik        | Miejsce |
| ------------------ | -------- | ---------------- | -------------- | ------------ | ------- |
| Helsinki 2005      | Helsinki | 13 sierpnia 2005 | bieg na 5000 m | 14:38,59 min |         |
| Osaka 2007         | Osaka    | 1 września 2007  | bieg na 5000 m | 14:57,91 min |         |
| Berlin 2009        | Berlin   | 22 sierpnia 2009 | bieg na 5000 m | 14:58,41 min |         |
| Moskwa 2013        | Moskwa   | 17 sierpnia 2013 | bieg na 5000 m | 14:50,19 min |         |

### Halowe Mistrzostwa Świata
| Halowe Mistrzostwa Świata | Miejsce    | Data          | Konkurencja    | Wynik        | Miejsce |
| ------------------------- | ---------- | ------------- | -------------- | ------------ | ------- |
| Birmingham 2003           | Birmingham | 15 marca 2003 | bieg na 3000 m | 8.42,58 min. |         |
| Budapeszt 2004            | Budapeszt  | 7 marca 2004  | bieg na 3000 m | 9.11,22 min. |         |
| Moskwa 2006               | Moskwa     | 11 marca 2006 | bieg na 3000 m | 8.38,80 min. |         |
| Walencja 2008             | Walencja   | 8 marca 2008  | bieg na 3000 m | 8.41,50 min. |         |
| Ad-Dauha 2010             | Doha       | 13 marca 2010 | bieg na 3000 m | 8:51,17      |         |
| Portland 2016             | Portland   | 20 marca 2016 | bieg na 3000 m | 8:54,26      |         |

### Pozostałe
W swej karierze zdobyła dwa złote medale igrzysk afrykańskich (2003, 2007) oraz tytuł mistrzyni kontynentu (2006).

## Rekordy życiowe
- 1500 m: 4:02,00 (2010)
- 3000 m (stadion): 8:24,51+ (2007)
- 2 mile (3218,82 m): 8:58,58 (14 września 2007) – rekord świata
- 5000 m: 14:12,88 (2008) – 7. wynik w historii światowej lekkoatletyki
- 5 km: 14:46 (9 kwietnia 2006) – rekord świata[3]
- 10 000 m: 29:59,20 (2009)
- Półmaraton: 1:07:25 (2013)
- 3000 m (hala) – 8:23,72 (2007) – były rekord świata
- 2 mile (hala) – 9:06,26 (2009) – były rekord świata
- 5000 m (hala) – 14.24,37 (2009) – były rekord świata